# Juan de Frías
Fray Juan de Frías (¿?, Sevilla-finales de 1485, Sevilla) fue un clérigo de la Iglesia católica de origen castellano, que fue nombrado obispo de la diócesis de Rubicón y de las islas Canarias a finales del siglo XV, y es conocido por ser el encargado del inicio de la conquista de la isla de Gran Canaria en nombre de los Reyes Católicos, así como del traslado de la sede episcopal desde Lanzarote a la recién fundada población de Las Palmas de Gran Canaria.
Su episcopado se caracterizó además por la defensa que hizo de los aborígenes canarios que, a pesar de haber sido bautizados o estar en vías de conversión al cristianismo, eran hechos prisioneros por los europeos y vendidos como esclavos. Asimismo, se tiene al obispo Frías como protagonista de los acontecimientos en torno al descubrimiento de la Virgen del Pino.

## Biografía

### Orígenes y primeros años
Nada se sabe sobre los orígenes familiares o primeros años de fray Juan de Frías, salvo que tenía varios sobrinos llamados Fernando Rodríguez de Frías y Juan Ramírez. Cristóbal de la Cámara y Murga, también prelado de Canarias, indicó en sus constituciones sinodales de 1634 que su antecesor era «natural de Sevilla y originario de las Montañas de Burgos», es decir, de ascendencia cántabra.
El historiador José Antonio Cebrián Latasa cree que Frías pudo ser un fraile minorita del convento franciscano de san Buenaventura de Fuerteventura, mientras que para los sacerdotes e investigadores Santiago Cazorla y Julio Sánchez pertenecía al clero secular. Por su parte, Diego Ortiz de Zúñiga dice en sus Annales eclesiásticos que Frías era canónigo del cabildo metropolitano de la archidiócesis de Sevilla.

### Obispo de Rubicón
Juan de Frías fue nombrado obispo por el papa Sixto IV en sustitución de fray Juan de Sanlúcar o de fray Tomás Serrano, apareciendo en la documentación contemporánea indistintamente con los títulos de obispo de Rubicón, de Rubicón y de las islas de Canaria, o solo como obispo de Canaria, por extenderse su jurisdicción eclesiástica a todo el archipiélago.
Aunque se desconoce la fecha de su nombramiento, por la documentación histórica se sabe que ya lo era en 1476. Asimismo, los historiadores modernos consideran que debió ser elegido hacia 1471 o 1472, apoyándose en que Frías hizo su visita ad limina por medio de procurador en febrero de 1483, y que esta era obligatoria para los prelados canarios cada diez años.
El obispo pasó al archipiélago a hacerse cargo de su diócesis. Según el cronista Alfonso de Palencia habría visitado en alguna ocasión la isla de Gran Canaria mientras esta todavía permanecía sin conquistar, probablemente en misiones evangelizadoras. Igualmente hay constancia de su presencia en La Gomera donde predicó entre los aborígenes que aún conservaban sus costumbres, a pesar de ser vasallos del señorío de Canarias.
Defensa de los aborígenes cristianos
En septiembre de 1477 Frías denunció ante los reyes a Hernán Peraza el Joven, hijo de los señores de Canarias Diego de Herrera e Inés Peraza, y a varios armadores de las villas de Palos de la Frontera y de Moguer por la captura de un centenar de aborígenes gomeros que habían sido conducidos a los puertos de Andalucía con intención de ser vendidos como esclavos. El obispo declaró que los cautivos «eran cristianos y libres, pues […] él como pastor y prelado suyo había estado muchas veces entre ellos..., los cuales recibían los sacramentos y le habían pagado diezmos como verdaderos cristianos». Los reyes ordenaron el secuestro de los aborígenes en tanto se resolvía el pleito, fallando los jueces encargados a favor del obispo en febrero de 1478. Los capitanes de las carabelas partícipes fueron condenados a pagar las costas y a liberar a todos los cautivos.

### Participación en la conquista de Gran Canaria

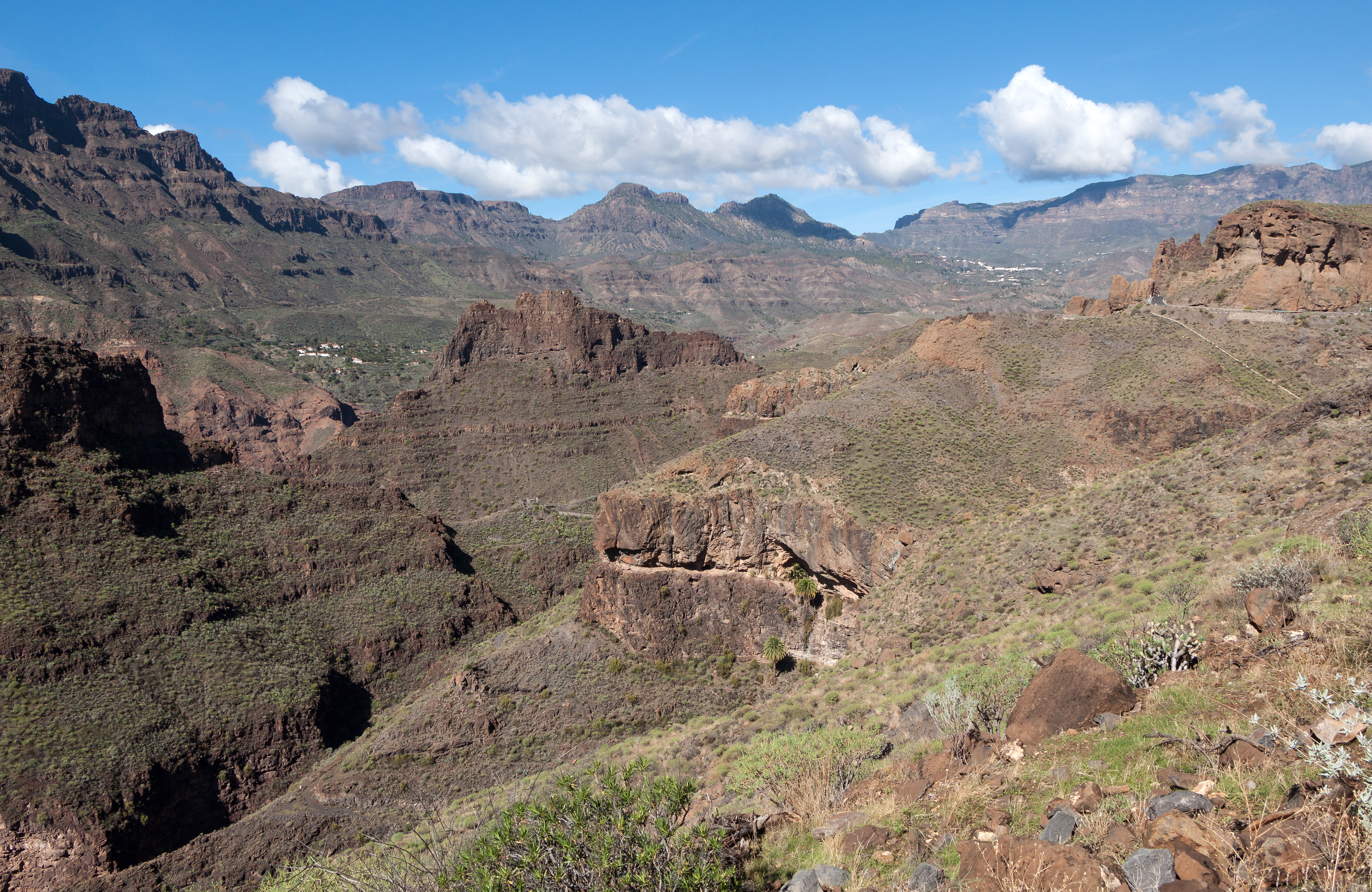
Barranco de Tirajana, donde fray Juan de Frías y los conquistadores fueron derrotados por los canarios en el verano de 1479.

El 15 de octubre de 1477 los Reyes Católicos logran el traspaso por parte de los señores de Canarias de los derechos que poseían sobre la conquista de las islas de Gran Canaria, Tenerife y La Palma. Los reyes comienzan a preparar inmediatamente la conquista de Gran Canaria, revistiéndola de empresa evangelizadora para así poder financiarla con el dinero de la bula de indulgencia Pastoris aeterni de 1472, dada por el papa para la conversión de los infieles africanos.
Juan de Frías es elegido por los monarcas como responsable «para mejor dirección de la dicha empresa», firmando en abril de 1478 una capitulación con el comisario real Alfonso de Palencia, encargado de organizar la expedición. Son nombrados como capitanes el deán de Rubicón Juan Bermúdez y el criado de los reyes Juan Rejón, miembro de la Santa Hermandad.
El obispo aportaba a la empresa 720 000 maravedíes obtenidos mediante préstamo de los recaudadores de la bula de indulgencia, asumiendo para sí el riesgo del posible fracaso de la empresa y saliendo como su fiador el deán Bermúdez. Para compensar los gastos, los reyes le otorgaban a Frías la explotación en exclusiva del liquen conocido como orchilla de las islas insumisas mientras durara la conquista, así como el remanente de las presas que se hicieran, una vez quitados el coste, el quinto real y la parte correspondiente a los armadores.
La armada conquistadora partió de Andalucía a finales de mayo o principios de junio de 1478, haciendo escala primero en la isla de Lanzarote. Mientras la armada proseguía viaje a Gran Canaria y arribaba a ella hacia finales de junio, Frías permaneció en Lanzarote y regresó posteriormente a Sevilla, dejando al deán Bermúdez como su representante en la conquista.

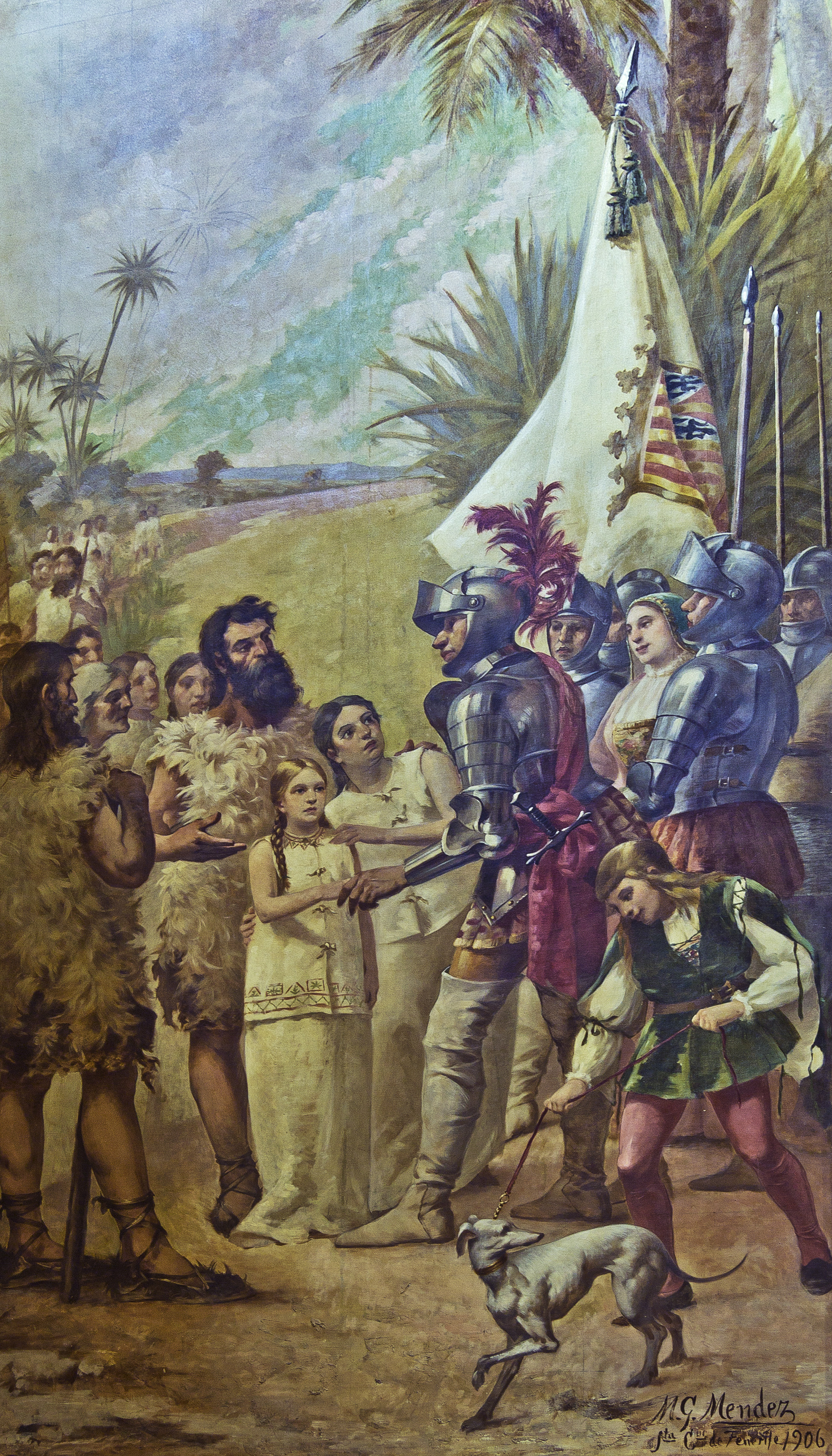
Los canarios se entregan al gobernador Pedro de Vera el 29 de abril de 1483. Rendición de Gran Canaria de Manuel González Méndez.

Después del efectivo establecimiento de un campamento en Gran Canaria, el conocido como real de Las Palmas, y tras una primera victoria contra los aborígenes, la empresa conquistadora quedó prácticamente paralizada debido a las disensiones entre el capitán Juan Rejón y el deán Bermúdez. En enero de 1479, el asistente de Sevilla y comisario de la conquista Diego de Merlo propuso que Frías acudiera a la isla para poner fin a las disputas, a pesar de la reticencia del otro comisario Alfonso de Palencia, para quien «sería una enorme torpeza confiar el mando supremo de una empresa bélica a un hombre educado desde su infancia en un claustro y desconocedor en absoluto de los asuntos militares».
Tras siete meses de demora por falta de numerario, el obispo partió finalmente el 1 de agosto en una nueva armada capitaneada por el marino Pedro Hernández Cabrón y formada por cuatrocientos soldados de refresco. También venía con ellos Juan Rejón, quien había sido enviado preso a Castilla por el gobernador Pedro del Algaba y a quien los comisarios Merlo y Palencia habían restituido en su puesto como capitán de la conquista.
Una vez en la isla, el obispo organiza una reunión con el gobernador Algaba y el resto de dirigentes del real para tratar sobre la reconciliación con el capitán Rejón. Finalmente, Algaba no aceptó la presencia de Rejón aduciendo que este no había traído provisión de los reyes, sino solo de los comisarios de la conquista.
El obispo Frías decide entonces enviar a Rejón con un contingente de soldados para que intentara asentar un nuevo campamento en la zona de Gáldar, mientras él personalmente dirigía una expedición al interior de la isla.
El obispo, junto a quinientos soldados y cuarenta jinetes, el deán Bermúdez, el capitán Cabrón y Hernán Peraza, se interna en la caldera de Tirajana. Allí destruyen un templo aborigen y se hacen con algún cautivo y provisiones de grano. Tras dos días en el interior, el obispo ordena regresar a los navíos, pero entonces son atacados por los canarios que aprovechan la fragosidad del terreno por el que descendían los conquistadores. Finalmente el ejército logra ponerse a salvo.
De nuevo en el real, y tras el fracaso del establecimiento de un nuevo campamento en Gáldar, el obispo y el resto de capitanes deciden enviar de nuevo a Juan Rejón a Castilla junto al capitán Cabrón. Por su parte, Frías se embarcó para Lanzarote.
Informados los reyes de la incapacidad de Frías para resolver las disensiones en el real, nombraron nuevo gobernador y capitán general de la conquista a Pedro de Vera, alcaide de Arcos de la Frontera, el 4 de febrero de 1480.
Frías no volverá a Gran Canaria hasta «pocos días antes» de la rendición de los últimos canarios rebeldes del bando de Telde, acaecida el 29 de abril de 1483. Con esta rendición se pone fin oficial a la conquista, entonando el obispo el Te Deum y procediendo luego a bautizar a los canarios personalmente. Entre estos se encontraba la princesa Masequera, a la que impondrá el nombre cristiano de Catalina.
Posteriormente, Frías atenderá en Sevilla a los canarios de Telde expatriados por mandato de Pedro de Vera y que fueron avecindados en el entorno de la puerta de la Carne, recibiendo en su casa al destituido rey de Gáldar Fernando Guanarteme.

### Organización del obispado y traslado de la sede episcopal

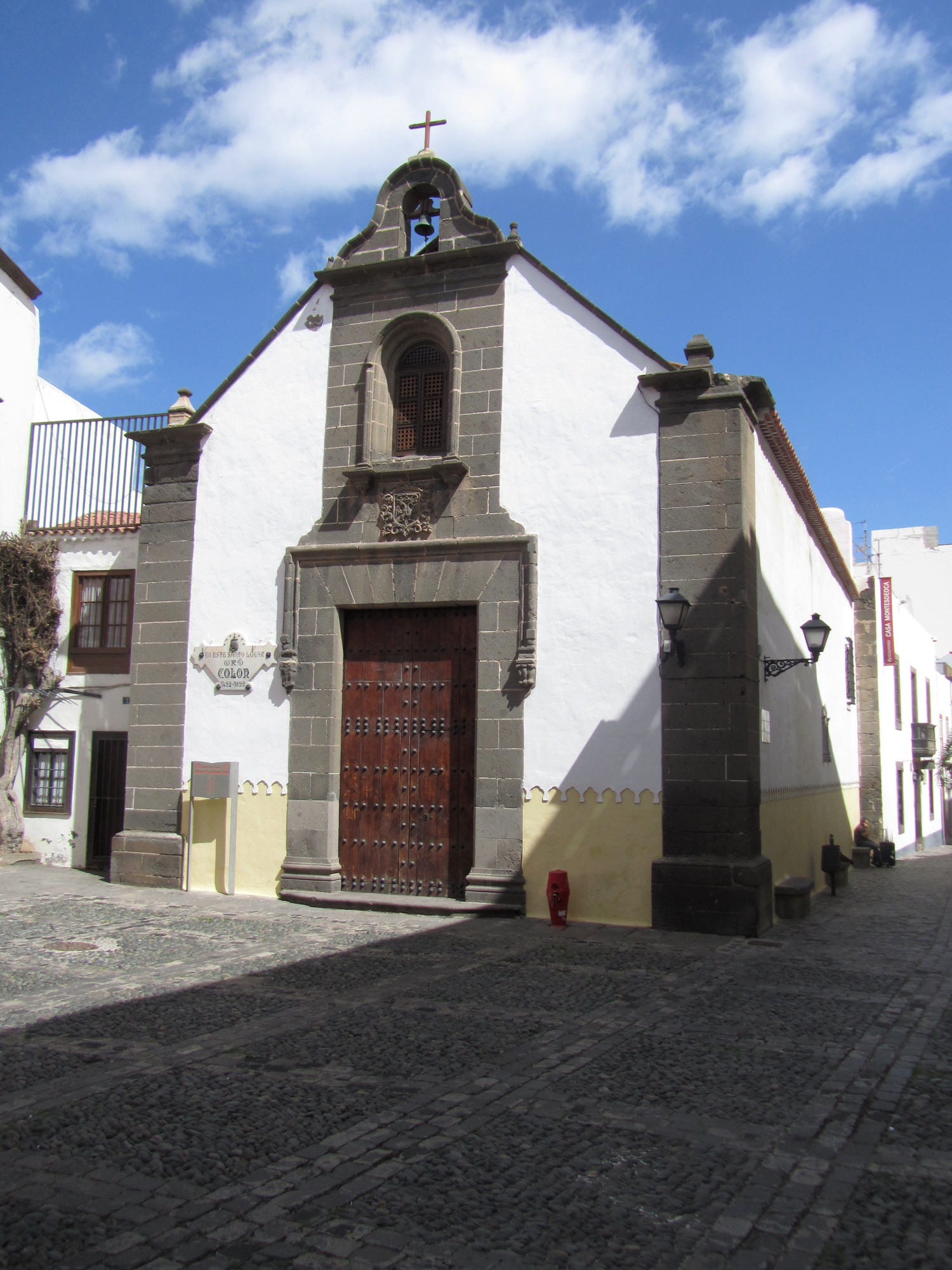
Ermita de san Antonio abad, originalmente dedicada a santa Ana, fue la primera sede de la catedral de Canarias, trasladada por Frías en 1483 o 1485.

Terminada la conquista de Gran Canaria, el obispo Frías comenzó las gestiones para hacer efectivo el traslado de la sede del obispado desde la iglesia de san Marcial del Rubicón, en el sur de Lanzarote, a la de santa Ana en la villa del real de Las Palmas.
El 22 de mayo de 1483 se reunió en la iglesia mayor de Sevilla con varios diputados de su diócesis y del arzobispado hispalense, redactando y aprobando los estatutos para la formación y funcionamiento del cabildo catedralicio rubicense.
Aunque tradicionalmente se da la fecha de 20 de noviembre de 1485 como la del traslado efectivo de la sede episcopal desde Lanzarote a Gran Canaria, basándose para ello en lo afirmado por el historiador Juan de Abréu Galindo, autores modernos como el sacerdote e investigador Santiago Cazorla León creen que se efectuó en el mismo año de 1483.

### El obispo y la aparición de la Virgen del Pino
La tradición histórica sitúa un 8 de septiembre la visita del obispo al paraje de Teror, donde los canarios decían se hallaba entre las ramas de un ejemplar de pino centenario la imagen de una Virgen María. El obispo llegó al lugar guiado por los canarios, «levantó los ojos al Pino y viendo aquella hermosa, y grave Reyna, las rodillas en tierra la adoró, y hizo devota oración». Posteriormente, hallando la imagen a los pies del árbol, ordenó la construcción de una pequeña capilla.
Aunque los historiadores han dado como año de estos hechos el de 1480, 1481 o 1484, la primera fuente escrita sobre la aparición de la Virgen, un manuscrito de la primera mitad del siglo XVII, sitúa la visita de Frías «quando el Capitán General Pedro de Vera, fenecida la Conquista, andava por los campos repartiendo las tierras, aguas, y cortijos entre los conquistadores», estando documentado que los repartimientos de Gran Canaria comenzaron oficialmente a partir de mayo de 1485.

### Últimos años y fallecimiento
En 1484 Frías fue denunciado ante la Corte por Diego de Herrera, quien alegaba que el obispo y sus eclesiásticos rehusaban pagarle el quinto de lo que sacaban de las islas del señorío, así como el de los herbajes donde pastaban sus ganados, exigiendo por contra a los señores y sus vasallos el diezmo derivado del comercio de algunos bienes singulares de las islas, como eran la sangre de drago, la orchilla y las conchas.
En octubre de 1485, estando en sus casas de Sevilla ubicadas en el corral de Jerez de la collación de Santa María, Juan de Frías hizo escritura de donación a modo de testamento, legando sus bienes y propiedades al cabildo catedralicio de Canarias.
El obispo falleció posteriormente en su morada sevillana en fecha imprecisa, pero que debió ser en algún momento entre el 20 de noviembre de 1485, último documento donde aparece donando unas casas para palacio episcopal, y el 25 de enero de 1486, en que la sede del obispado aparece ya vacante en un breve apostólico del papa Inocencio VIII.

## Personalidad
Los historiadores a partir del siglo XVII elogian la figura del obispo Frías, sobre todo en lo referente a su defensa de los aborígenes. Así, Diego Ortiz de Zúñiga dijo de él:

...era sujeto muy a propósito para tal empleo, por su virtud, letras y talento, cual lo requería aquella nueva mies del evangelio, no menos que por su valor y entereza con que resistió demasías de los conquistadores y gobernadores, con quienes sobre las cosas de la predicación y tratamiento de los isleños, como lo disponían los reyes, tuvo muchas reyertas.

Sin embargo, el cronista coetáneo Alfonso de Palencia, quien trató en persona a Juan de Frías, lo definió como un «hombre imbécil y nada religioso», vanidoso y de vida irregular «buscada por él espontáneamente».

## Homenajes
Varias vías de localidades de Gran Canaria fueron nombradas a lo largo del siglo XX en honor a Juan de Frías: la calle de Frías en el entorno de la plaza de Santa Ana en la ciudad de Las Palmas, la plaza del Obispo Frías en el barrio capitalino de Escaleritas, y las calles del Obispo Frías en El Calero (Telde), Teror y Vecindario.
Asimismo, en marzo de 1991 fue colocada por las autoridades locales una placa conmemorativa de mármol en la fachada trasera de la catedral de santa Ana con las efigies de Juan de Frías y de su sucesor Miguel López de la Serna. En ella fue inscrita la leyenda: «A los obispos Juan de Frías y Fray Miguel López de la Serna insignes protectores y evangelizadores de los indígenas canarios».